# Paramaechidius perlatus
Paramaechidius perlatus är en skalbaggsart som beskrevs av Frey 1969. Paramaechidius perlatus ingår i släktet Paramaechidius och familjen Melolonthidae. Inga underarter finns listade i Catalogue of Life.